# Скарб

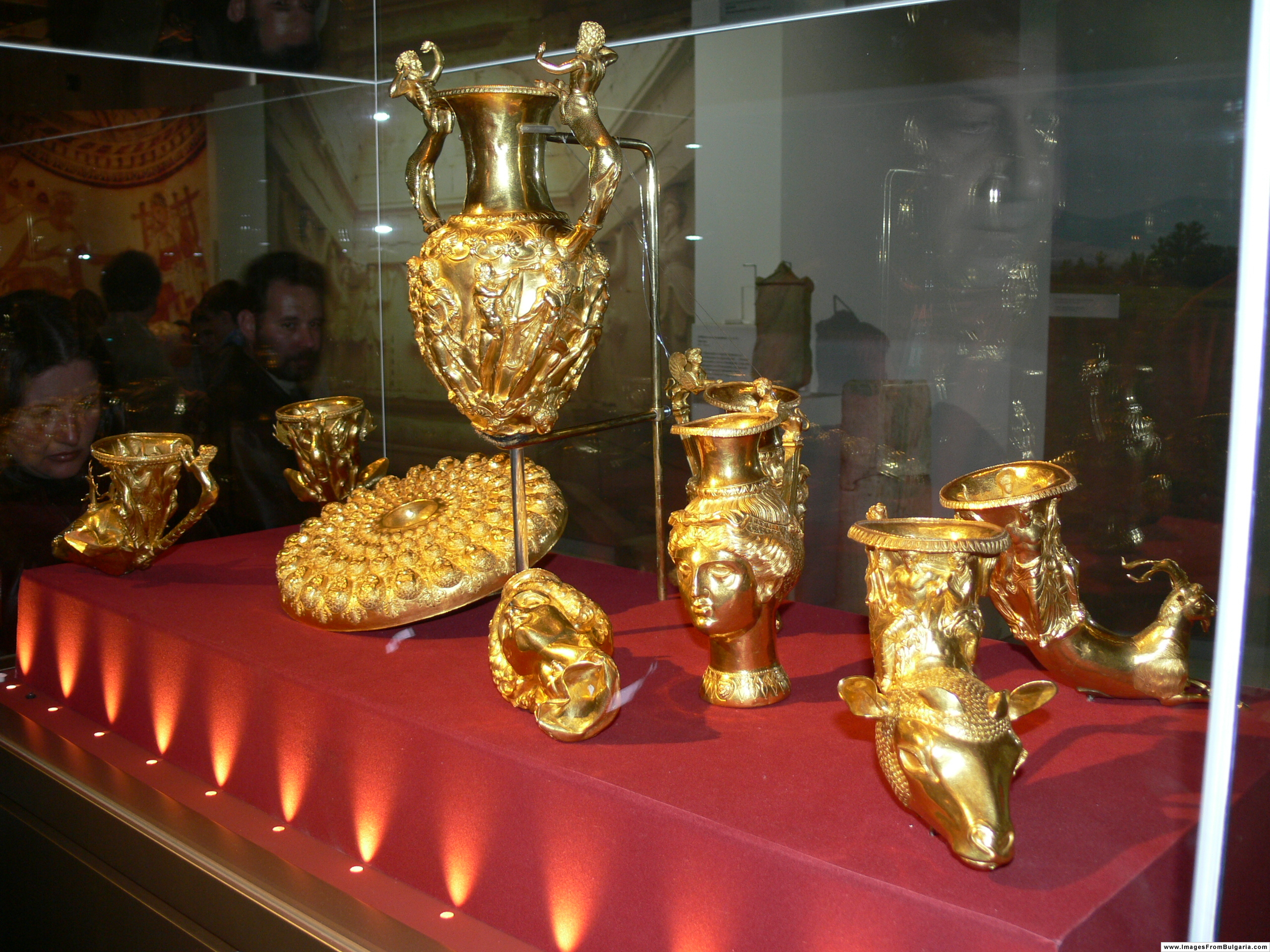
Золотий фракійський скарб з Панагюриште, Болгарія

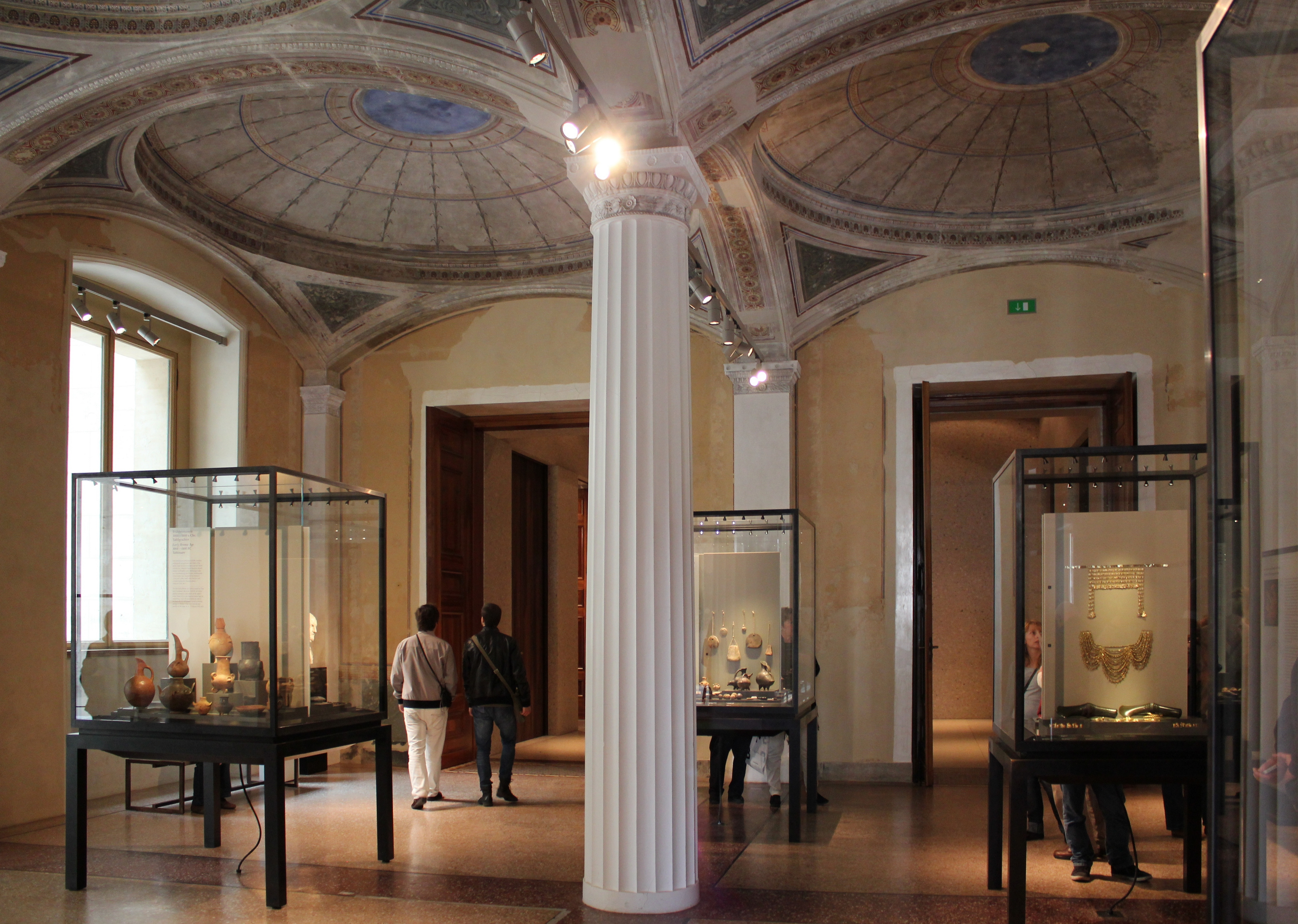
Зала із частиною Скарбу Пріама в Музеї доісторичного періоду і ранньої історії

Скарб — таємно приховані в землі або заховані іншим способом гроші, коштовний посуд, монети, ювелірні вироби або інші коштовні речі, власник яких залишився невідомим і не може бути знайденим, або ж втратив на них право власності.

## Нормативне визначення в Україні
Скарб дорогоцінних металів і дорогоцінного каміння — приховані у надрах, на поверхні землі, на дні водойм дорогоцінні метали і дорогоцінне каміння або вироби з них, власник яких згідно з чинним законодавством втратив на них право або не може бути встановлений.

## Сенсаційні історичні скарби
- Скарби гробниці Тутанхамона
- Скарб Пріама (знайдений Генріхом Шліманом в Трої)
- Скарб з Боскореале
- Перещепинський скарб
- Фракійський скарб з Панагюріште, Болгарія
- Золоті скарби з міста Ур

## Інші приклади

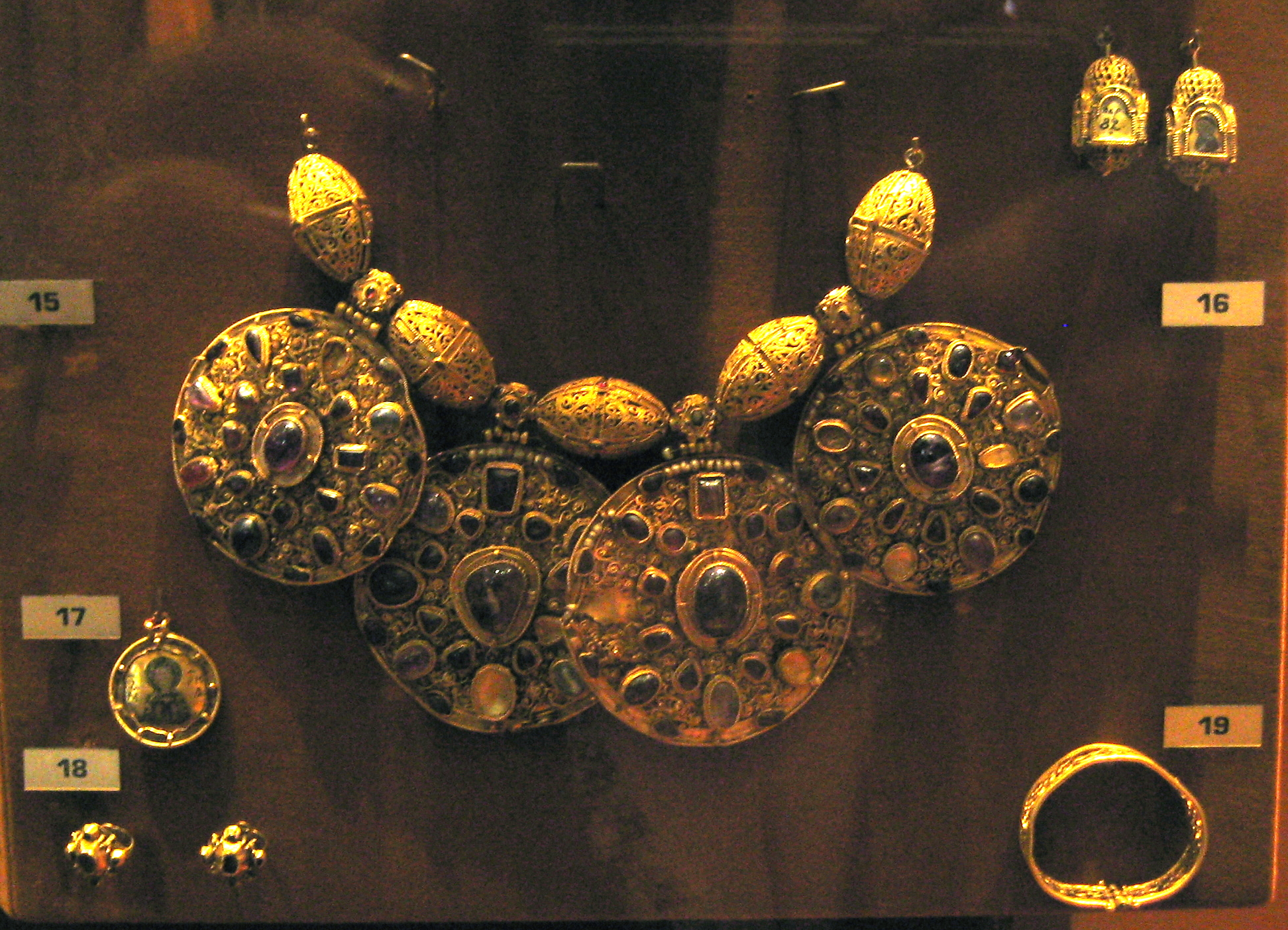
Барми зі Старої Рязані

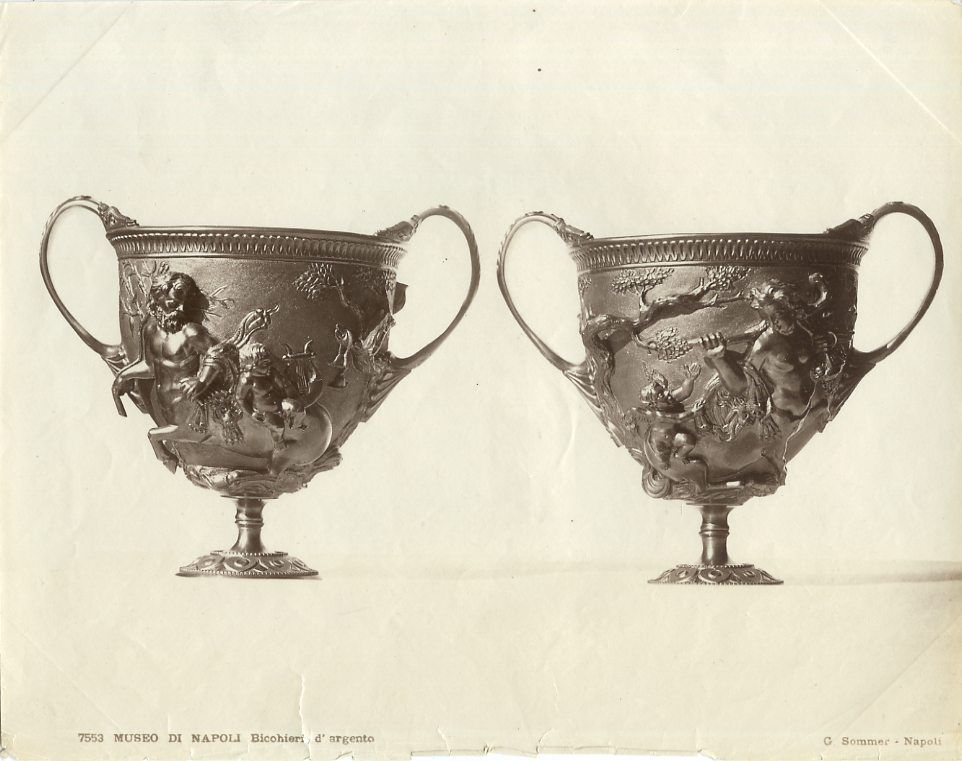
Срібні келихи, знайдені в Помпеях

- Перещепинський скарб. За переказами, у Таврійській губернії підпасок в степу провалився в яму, яку виявилась залишком поминального комплексу. Він знайшов перші золоті речі, про які доповів місцевим землевласникам. Розкопками займався один із них — російський вельможа й археолог граф О. Бобринський. Знайдений скарб був надзвичайно великим — понад 800 золотих і срібних речей, зброя. Загальна вага золотих речей сягала 25 кг, а срібних — 50 кг. Скарб зберігається в музеї Ермітаж (Петербург). У його складі:

золотий ритон; золоті прикраси другого незбереженого ритона; золоте облицювання глека, виробленого з дерева; декілька залізних мечів, один з оправою в золоті; золота гривна; золота сережка; сім каблучок з коштовним камінням; золоті монети Візантії 6—7 століття нашої ери тощо.
- Коштовні вироби з срібла знаходили в Помпеях. Так, у Будинку Менандра був знайдений срібний сервіз, кількість речей якого сягала 118. Шедевром ювелірного мистецтва був келих для вина, наріжні боки якого оповиті гілочками з плодами-оливками (канфар з Будинку Менандра). Було знайдене і срібне дзеркало грецького майстра з зображенням жіночого обличчя на звороті в оточенні візерунків.

- Сенсацією стала знахідка 2000 року в Помпеях комплекту столового срібного посуду Стародавнього Риму 1 століття (сукупна вага — 9 кілограмів). Серед знайденого — келихи і тарелі різних розмірів для іжі чи збереження наїдків, для вина і води. Срібний сервіз було ретельно запаковано в плетені кошики і сховано в підвалах недобудованих лазень, де не кожен би їх шукав. Комплект отримав назву The Moregine Silver Treasury. За припущеннями, власник сховав скарб при перших незагрозливих ознаках пробудженого вулкана з метою забрати його пізніше. Можливо, він загинув, тому й не забрав.

- В кінці 2000-х років в місті Владимир (Російська Федерація) знайдено скарб в колишньому помешканні, спаленому під час монгольської навали. Кількість ювелірних прикрас — 109 зразків. Ювелірні вироби зі срібла і частково визолочені були сховані в ямі під підлогою. Речі ретельно обгорнули в тканину та берест, прикрили казаном і закамуфлювали камінням. В такому вигляді їх і знайшли археологи. Власниця жіночих прикрас невідома. Скарбів такого ґатунку в м. Владимирі доти не знаходили ніколи. За технікою виконання скарб датують 13 століттям (скань, карбування, емаль тощо). Техніка виконання нагадує ювелірні вироби з уславленого скарбу барм зі Старої Рязані.

- Значну наукову вартість не обов'язково мають ювелірні вироби. Не лише золотом вимірюють мистецьку вартість знахідок. Наукову сенсацію спричинила унікальна антична бібліотека з т. зв. Вілли Папірусів (Геркуланум), що виявилася найдавнішою на теренах Європи. Володар вілли був освіченою особою і цікавився філософією та літературою. Матеріальні статки і дозвілля сприяли накопиченню сувоїв і папірусів, кількість яких досягла 1785. Вважають, що частина рукописів вивезена з Греції і що господар готував бібліотеку до евакуації. Але віллу накрили пірокластичні наноси. Сувої та папіруси були пошкоджені високими температурами (300—320 °C), частково обгоріли і злиплися. Пройшли процеси карбонізації. Але поховання під 25—30-метровим шаром наносів уберегло їх від контактів з повітрям і вологою. Знайшли сувої та папіруси ще в середині 18 століття. Їхні залишки передані в Національну бібліотеку в місті Неаполь. Вже в 18 столітті були перші спроби розгорнути сувої й дослідити тексти. Але це призвело лише до знищення кількох зразків. Завдання виявилося надто складним через відсутність технологій фіксації пошкоджених носіїв. Примітивну технологію розгортання папірусів і сувоїв запропонував священик Антоніо П'яджо, що робив це за допомогою особливого механізму в бібліотеці Ватикану. 1969 року з ініціативи Марчелло Джиганте (Marcelo Gigante) створено Міжнародний центр вивчення геркуланумських папірусів. Це сприяло вивченню пошкоджених папірусів неруйнівними методами. Були відновлені спроби розкопок Вілли Папірусів. 4 липня 2011 року прийшла звістка про оцифровку 1600 папірусів з Геркуланума. 2023 року за допомогою сучасних технологій 3D-сканування і штучного інтелекту вдалося "розгорнути" обвуглений сувій і прочитати частину його тексту, що виявився досі невідомим епікурійським трактатом.[1]

## Золото як скарб
Оскільки ціна золота, що пропорційна великій працемісткості його видобутку й відносно малим запасам металу в рудних покладах, сягає незмінно високого рівня, то золото відіграє функцію скарбу (накопичення й збереження вартості праці). Це дозволяє, концентруючи значні багатства, отримувати потужні управлінські ресурси, створювати й регулювати державні відносини, а з часом замість безпосереднього товарного обміну започаткувати грошовий. Перше використання золота як мірила вартості спостерігається на початку III тис. до Р. Х. за часів правління єгипетського фараона Менеса (Хор-Аха), коли була запроваджена практика клеймування золотих зливків, що використовували як засіб торговельного обміну.